# Никольская церковь (Джюраковац)
Никольская церковь (серб. Црква Светог Николе) — разрушенная православная церковь в селе Джюраковац общины Исток в Метохии. Входит в список памятников культуры Сербии исключительного значения. Принадлежит к группе кладбищенских церквей долины Белого Дрина.
Церковь была построена в 1592 году местными жителями во главе со священником Цветком на фундаменте более старой постройки XIV века. Стены храма были расписаны «грешным Милией художником». Церковь была построена из камня и известняка. Позднее к ней был пристроен деревянный притвор.
В 1863 году проводились работы по восстановлению фресок. В 1968 году были проведены работы по консервации храма. В церкви находились царские врата рубежа XVI—XVII веков, четыре иконы (1630) и рукописный Богородичник (XVI век). Вокруг храма располагалось средневековое кладбище. Среди захоронений была и стечка с узором оленя. Самая старая могильная надпись датируется 1362 годом и принадлежит некоему Даниилу, который, возможно, был ктитором первой церкви. Возле старого кладбища были и новые захоронения.
В июле 1999 года церковь была уничтожена албанскими вооружёнными формированиями. Местные албанцы также разбили все надгробья на кладбище.